# María Crucificada Satellico
María Crucificada Satellico (en italiano: Maria Crocifissa Satellico), de nombre secular Elisabetta Maria Satellico (Venecia, 9 de enero de 1706-Ostra Vetere, 8 de noviembre de 1745) fue una religiosa y mística católica italiana, abadesa del monasterio de Ostra Vetere de la Orden de las Hermanas Pobres de Santa Clara, proclamada beata por el papa Juan Pablo II en 1993.

## Biografía
Elisabetta Maria Satellico nació en Venecia el 9 de enero de 1706, en le seno de una familia acomodada. Su tío sacerdote se ocupó de su educación. Desde niña manifestó el deseo de ser religiosa clarisa. A los 14 años ingresó en el monasterio de la Orden de Santa Clara de Ostra Vetere, provincia de Ancona. Recibió el hábito franciscano a los 19 años, cambiando su nombre por el de María Crucificada. Hizo su profesión religiosa el 19 de mayo de 1726 y se dedicó a la oración con tal intensidad, que según sus biógrafos, manifestó experiencias místicas.
María Crucificada fue elegida abadesa del monasterio. Elegida en una segunda ocasión fue obligada por el obispo del lugar a abandonar el cargo y asumir el de vicaria, el cual desempeñó por 39 años. El 8 de noviembre de 1745 murió a causa de tuberculosis.

## Culto
María Crucificada fue declarada venerable por el papa Juan Pablo II 14 de mayo de 1991 y beatificada por el mismo pontífice el 10 de octubre de 1993. El Martirologio romano recuerda su memoria el 8 de noviembre, día en el que la Iglesia católica la celebra.